# Txúprovo
Txúprovo (en rus: Чупрово) és un poble de la República de Komi, a Rússia, segons el cens del 2010 tenia 170 habitants.